# چشین (همدان)
چشین (همدان)، روستایی از توابع بخش مرکزی شهرستان همدان در استان همدان ایران است. 

## جمعیت
این روستا در دهستان ابرو قرار دارد و براساس سرشماری مرکز آمار ایران در سال ۱۳۹۵، جمعیت آن ۱۸۰۴ نفر (۵۸۹خانوار) بوده‌است.